# Jim Corbett
Edward James Corbett (Naini Tal, 25 de julio de 1875 - Nyeri, 19 de abril de 1955) fue un naturalista, escritor y cazador conservacionista indio de origen irlandés, conocido por dar nombre al primer parque nacional de la India. Se hizo célebre por cazar de modo selectivo a tigres y leopardos antropófagos (también llamados "cebados"), y por sus narraciones, entre las que destaca su libro Las fieras cebadas de Kumaon.

## Biografía
Nació en Naini Tal, un pueblo de las Provincias Unidas de la India Británica; fue el octavo hijo de padres irlandeses. De pequeño vivió familiarizado con el ecosistema de la selva, lo cual le sirvió de grande para servir como oficial durante la Primera Guerra Mundial, peleando para Francia, donde alcanzó el grado de teniente coronel. Sin embargo, debido a su salud debió regresar, y luego trabajó en el ferrocarril de Punjab y en la navegación comercial por el Ganges.
La fama en Kumaon le vino por dar caza a tigres y otros depredadores cebados, es decir, antropófagos. Entre 1918 y 1930 dio muerte a doce tigres de estas características, además de leopardos. Entre los primeros estuvo la célebre tigresa de Champawat, causante de la muerte de 430 personas.
Siempre mostró una postura conservacionista, lo cual influyó, más adelante, para abrir el Parque nacional de Jim Corbett. En su libro Las fieras cebadas de Kumaon dice:
"La función de un tigre en el esquema universal es contribuir a mantener el equilibrio en la naturaleza, y sólo en raras ocasiones mata al hombre. Sólo cuando es impulsado por la necesidad o cuando su alimento natural ha sido cruelmente exterminado por el hombre. Contra lo que se exagera, el tigre da muerte sólo al dos por ciento del ganado cuya matanza se le atribuye. No es justo entonces que toda una especie sea calificada de ‘cruel’ y ‘sedienta de sangre'."
También tuvo una gran relación con los habitantes nativos de la India, a los cuales consideraba, a diferencia de Rudyard Kipling, como sus iguales, y a quienes dedicó varios de sus libros.
En 1947, tras la independencia de la India de los británicos, se mudó a Kenia, África, con su hermana María, donde vivió hasta su muerte en 1955.

## Obra
Algunas de sus obras traducidas al español son:
- El leopardo de Rudraprayag
- Las fieras cebadas de Kumaon

Recientemente se ha publicado "La sabiduría de la jungla" (Ediciones del Viento, 2018)
Otras obras conocidas son, mayormente en inglés:
- The Illustrated Lives in the Wilderness
- Mi India
- The Lynx
- Sanctuary for All Life
- Lives In The Wilderness
- The Oxford India Illustrated Corbett
- The Jim Corbett Omnibus
- Tiger and Tigerwallahs
- The Second Jim Corbett Omnibus
- Jungle Lore
- Man-Eaters
- Goatwalking
- More Man-Eaters of Kumaon
- The Temple Tiger
- Jungle Lore
- The Temple Tiger and More Man Eaters of Kumaon
- Jim Corbett's India
- Sanctuary Church
- The Proud Treeby Luane Roche